# زاموك
زاموك الكيشي وهو الملك السومري الثامن عشر لسلالة كيش الأولى حكم في فترة 2900 ق م جاء بعد برسال نونا و جاء بعده تيزقار حسب قائمة الملوك السومريين.